# Phyllis Somerville
Phyllis Jeanne Somerville (Iowa City, 12 de diciembre de 1943 - Nueva York, 16 de julio de 2020) fue una actriz estadounidense, más conocida por sus papeles en The Big C, Little Children y The Curious Case of Benjamin Button.

## Vida personal
Somerville nació en Iowa City, Iowa, y sus padres fueron Mary (de soltera Pash; 1918-2011) y Paul Somerville (1919-1995), que vivieron en distintos lugares hasta acabar estableciéndose en Cresco, Iowa. Allí su madre trabajó como bibliotecaria y Phyllis asistió a la escuela secundaria donde formó parte del grupo de animadoras, actuó en teatro y también cantó. Tiene tres hermanos: Bruce (también actor), Paul (1947-2005) y Stephen, patólogo.
Asistió a la Universidad Morningside y luego fue trasladada a la Universidad del Norte de Iowa, estudiando teatro y graduándose con una licenciatura en Inglés en 1966. En la universidad, participó en The Visit, Electra y Macbeth. En sus siguientes estudios de postgrado, hizo papeles amplios como Puck en A Midsummer Night's Dream en el Hilberry Theatre a través de la Universidad Estatal Wayne en Detroit y más tarde se convirtió en una actriz de equidad residente en Washington D. C.

## Carrera

### Teatro
Somerville hizo su debut en Broadway como Wilma en el musical de 1974 Over Here!, Que fue nominado para el Premio Tony al Mejor Musical. Al año siguiente, actuó en el musical El viaje de Snow White como "La Bruja". En 1978, apareció en la producción de Broadway, Once in a Lifetime. En 1983 fue suplente de Kathy Bates en la producción de Broadway de Marsha Norman Night, Mother y más tarde realizó una gira junto a Mercedes McCambridge. En 1984, hizo un papel en el siguiente proyecto de Norman, Traveler in the Dark en el American Repertory Theater. 
En 1990, interpretó a Joyce en The Sum of Us, de David Stevens; y en 2001, a Hannah en The Spitfire Grill. En 2009 actuó en el musical Happiness en el Centro de Teatro Lincoln. Ha aparecido en otras producciones en el teatro regional.

### Películas
Somerville hizo su debut en el cine en 1981 con un papel secundario en Arthur. Otros papeles secundarios incluyen: Dolores en Leap of Faith (1992), Gladys en Curtain Call (1998) y Nellie en Better Living (1998). En 1999 fue elegida para interpretar a la señora Burke en la película Bringing Out the Dead. 
En 2006 obtuvo elogios de la crítica por su papel de McGorvey, en Little Children, dirigida por Todd Field y protagonizada por Kate Winslet; que se repitieron en 2007, con Lucky You, protagonizada por Drew Barrymore y dirigida por Curtis Hanson, y en 2008 con El curioso caso de Benjamin Button, dirigida por David Fincher, y nominada para el Premio de la Academia a la Mejor Película. Sus apariciones cinematográficas más recientes incluyen Stoker y El doble.

### Televisión
Somerville hizo su debut en proyectos televisivos como Guiding Light y One Life to Live. Ha sido invitada a diversas series como Law & Order, Los Soprano, CSI: Miami, Homicide: Life on the Street Policías de Nueva York, y más recientemente en The Good Wife, House of Cards y  Fringe . También tuvo un papel principal en la serie The Big C, protagonizada Laura Linney. 